# 康坦·比戈
康坦·比戈（法語：Quentin Bigot，1992年12月1日—），法国男子田径运动员，专攻链球。他在2019年世界田径锦标赛上赢得了银牌。

## 生平
2014年7月，他因为服用兴奋剂而被禁赛4年（缓期2年）。